# Малые Кириллы
Малые Кириллы — деревня в Смоленской области России, в Рославльском районе. Расположена в южной части области к северо-востоку от Рославля, на противоположном берегу реки Остёр. Через деревню проходит автодорога Р137 Сафоново — Рославль. Население — 1859 жителей (2007 год). Административный центр Кирилловского сельского поселения.

## Экономика
Льнозавод, ПМК-24 и ПМК-12, Рославльский лесхоз, полная школа, библиотека, детский сад, дом культуры, фельдшерско-акушерский пункт, сберегательный банк, отделение связи, стадион, пять магазинов.